# 셰릴 래드
셰릴 래드(Cheryl Ladd, 1951년 6월 12일 ~ )는 미국의 배우, 가수, 작가이다.

## 출연 작품

### 영화
- 언포겟터블 (2017)
- 카메라 스토어 (2016)
- 더 퍼펙트 웨이브 (2014)
- 산타포스 2: 산타펍스 (2012)
- 배기지 (2008)
- 이브의 크리스마스 (2004)
- 마이클 랜던, 내가 아는 아버지 (1999)
- 플란다스의 개 (1999)
- 퍼머넌트 미드나잇 (1998)
- 남자 둘, 여자 하나 (1998)
- 사이버 킬러 (1998)
- 위험한 댄스 (1994)
- 깨어진 약속 (1993, Broken Promises: Taking Emily Back)
- 지금 남편이 나를 때려요 (1993, Dead Before Dawn)
- 사랑의 저편 (1992)
- 야성녀 아이비 (1992)
- 다니엘 스틸 - 사랑의 굴레 (1991, Changes)
- 지킬 박사와 하이드씨 (1990)
- 위험한 장난 (1990)
- 4차원 도시 (1989)
- 오리엔트 특급의 연인들 (1985)
- 악몽의 베트남 (1984)
- 사랑은 파도를 헤치고 (1983)
- 사탄의 여학교 (1973)
- 경찰 초년병 (1972)

### 텔레비전
- 아이언사이드 (1973)
- 미녀 삼총사 (1977-81)
- Bluegrass (1988)
- 라스베가스 (2003)